# Gennaro Borrelli (calciatore)
Gennaro Borrelli (Campobasso, 10 marzo 2000) è un calciatore italiano, attaccante del Cagliari.

## Carriera

### Club

#### Pescara e vari prestiti
È cresciuto nelle giovanili del Pescara, club con cui verso la fine della stagione 2018-2019 ha ricevuto le sue prime convocazioni in prima squadra, senza però riuscire a debuttare. La stagione seguente è stato promosso in prima squadra e l'11 agosto 2019 ha debuttato in prima squadra nell'incontro di Coppa Italia vinto 3-2 contro il Mantova. Ha poi esordito in Serie B il 27 settembre sostituendo Andrea Cisco al 78' della partita casalinga persa 3-0 contro il Crotone. Il 2 novembre ha trovato la sua prima rete in carriera segnando il primo gol nel 3-0 al Pisa.
Il 5 ottobre 2020 è passato in prestito al Cosenza; poco utilizzato, a gennaio si è trasferito con la stessa formula alla Juve Stabia in Serie C.
L'11 agosto 2021 è passato in prestito al Monopoli, sempre in Serie C.

#### Frosinone
Il 29 luglio 2022 è passato al Frosinone in prestito con obbligo di riscatto condizionato. Con il Frosinone, ha partecipato alla vittoria del campionato contribuendo con 6 reti. In particolare, il 22 ottobre è risultato decisivo nel successo ai danni del Bari (1-0) con un gol al 92', successo che ha portato il Frosinone nella zona promozione diretta che da allora non ha più lasciato. Riscattato dai Ciociari, ha debuttato in Serie A il 19 agosto 2023 entrando senza incidere al 67'esimo di Frosinone-Napoli (1-3).

#### Brescia
Il 1º settembre 2023 si trasferisce al Brescia in prestito con diritto di riscatto. Il 16 settembre, in Lecco-Brescia (0-2), alla prima presenza da titolare con il Brescia dopo tre minuti segna il suo primo gol con la maglia delle Rondinelle. Il 12 giugno 2024 viene riscattato dal club lombardo.
Il 3 luglio 2025 rimane svincolato a seguito del fallimento del club lombardo.

#### Cagliari
Il 10 luglio 2025 firma con il Cagliari.

### Nazionale

#### Nazionali giovanili
Il 18 novembre 2019 ha esordito con la nazionale under 20 italiana in occasione dell'incontro vinto 4-2 contro la nazionale under 20 svizzera, partita in cui realizza anche una rete.

## Statistiche

### Presenze e reti nei club
Statistiche aggiornate al 10 luglio 2025.
| Stagione         | Squadra          | Campionato       | Campionato | Campionato | Coppe nazionali | Coppe nazionali | Coppe nazionali | Coppe continentali | Coppe continentali | Coppe continentali | Altre coppe | Altre coppe | Altre coppe | Totale | Totale |
| Stagione         | Squadra          | Comp             | Pres       | Reti       | Comp            | Pres            | Reti            | Comp               | Pres               | Reti               | Comp        | Pres        | Reti        | Pres   | Reti   |
| ---------------- | ---------------- | ---------------- | ---------- | ---------- | --------------- | --------------- | --------------- | ------------------ | ------------------ | ------------------ | ----------- | ----------- | ----------- | ------ | ------ |
| 2019-2020        | Pescara          | B                | 21         | 1          | CI              | 2               | 0               | -                  | -                  | -                  | -           | -           | -           | 23     | 1      |
| 2020-gen. 2021   | Cosenza          | B                | 2          | 0          | CI              | 1               | 0               | -                  | -                  | -                  | -           | -           | -           | 3      | 0      |
| gen.-giu. 2021   | Juve Stabia      | C                | 19         | 4          | CI              | 0               | 0               | -                  | -                  | -                  | -           | -           | -           | 19     | 4      |
| 2021-2022        | Monopoli         | C                | 21         | 9          | CI+CI-C         | 0               | 0               | -                  | -                  | -                  | -           | -           | -           | 21     | 9      |
| 2022-2023        | Frosinone        | B                | 23         | 6          | CI              | 0               | 0               | -                  | -                  | -                  | -           | -           | -           | 23     | 6      |
| ago. 2023        | Frosinone        | A                | 1          | 0          | CI              | 1               | 0               | -                  | -                  | -                  | -           | -           | -           | 2      | 0      |
| Totale Frosinone | Totale Frosinone | Totale Frosinone | 24         | 6          |                 | 1               | 0               |                    | -                  | -                  |             | -           | -           | 25     | 6      |
| ago. 2023-2024   | Brescia          | B                | 28         | 9          | -               | -               | -               | -                  | -                  | -                  | -           | -           | -           | 28     | 9      |
| 2024-2025        | Brescia          | B                | 34         | 6          | CI              | 2               | 1               | -                  | -                  | -                  | -           | -           | -           | 36     | 7      |
| Totale Brescia   | Totale Brescia   | Totale Brescia   | 62         | 15         |                 | 2               | 1               |                    | -                  | -                  |             | -           | -           | 64     | 16     |
| 2025-2026        | Cagliari         | A                | 0          | 0          | CI              | 0               | 0               | -                  | -                  | -                  | -           | -           | -           | 0      | 0      |
| Totale carriera  | Totale carriera  | Totale carriera  | 149        | 35         |                 | 6               | 1               |                    | -                  | -                  |             | -           | -           | 156    | 36     |

## Palmarès

### Club

#### Competizioni nazionali
- Campionato italiano di Serie B: 1

Frosinone: 2022-2023